# Abdelwaheb Jemal
Pour les articles homonymes, voir Jemal.
Abdelwaheb Jemal, né le 9 janvier 1946 à Sfax, est un haut fonctionnaire, diplomate et homme politique tunisien. Il est brièvement secrétaire d'État auprès du ministre des Affaires étrangères, chargé des Affaires européennes entre 2010 et 2011. Son ministre de tutelle est Kamel Morjane.

## Biographie

### Études
Abdelwaheb Jemal possède une licence en sciences économiques obtenue en juin 1968 à la faculté de droit et des sciences économiques[Laquelle ?]. Il est également diplômé de l'École nationale d'administration, au sein du cycle moyen (1965-1968) et du cycle supérieur (1969-1971).

### Carrière professionnelle
Entre 1971 et 1978, Abdelwaheb Jemal est sous-directeur des statistiques et de la planification au ministère de l'Éducation nationale, puis directeur de l'éducation physique au ministère de la Jeunesse et des Sports entre 1979 et 1981, directeur général au commissariat général au développement régional au ministère du Plan entre 1981 et 1985 et enfin, entre 1985 et 1986, chef de cabinet du ministre des Affaires sociales.
Entre 1986 et 1988, il est gouverneur de Mahdia puis, de 1992 à 1995, gouverneur de Nabeul.
Il préside la Fédération tunisienne de football entre 1989 et 1990.
Il est ambassadeur de Tunisie en Mauritanie entre 1996 et 2001 puis ambassadeur et représentant permanent de son pays auprès de l'Office des Nations unies à Genève entre décembre 2008 et décembre 2010. Entre 2010 et 2011, il est président du conseil d'administration du Bureau international du travail.

### Carrière politique
De 1988 à 1989, il est commissaire général au développement régional et à l'aménagement du territoire puis secrétaire permanent (puis général) au Rassemblement constitutionnel démocratique, chargé tour à tour de la jeunesse, des organisations et associations, des structures et des relations extérieures. Jusqu'en février 1992, il est membre du comité central du parti.
Abdelwaheb Jemal est brièvement secrétaire d'État auprès du ministre des Affaires étrangères, chargé des Affaires européennes entre décembre 2010 et janvier 2011, dans le premier gouvernement Ghannouchi, jusqu'à la révolution de 2011. Son ministre de tutelle est Kamel Morjane.

## Décorations
- Commandeur de l'Ordre de la République tunisienne[1]
- Officier de l'Ordre du 7-Novembre[1]
- Commandeur de l'Ordre de la République mauritanienne[1]

## Vie privée
Abdelwahab Jemal est marié et père de trois enfants.